# Rickettsia conorii
Espèce
Rickettsia conorii est une bactérie Gram-négative intracellulaire obligatoire.
N'entraînant chez le chien qu'une affection inapparente, Rickettsia conorii est transmise à l'homme par la piqûre de la tique du chien, Rhipicephalus sanguineus, hôte intermédiaire et vecteur, déterminant chez lui une fièvre exanthématique du groupe des « fièvres boutonneuses  » : la fièvre boutonneuse méditerranéenne.

## Distribution géographique et importance
La bactérie Rickettsia conorii est présente sur le pourtour du bassin méditerranéen et en particulier dans le Sud de la France où elle provoquait en été le « typhus des vendanges ». Elle existe aussi en Asie Mineure, en Afrique, du bassin congolais au Kenya (« typhus du Kenya ») , en Inde et au Pakistan,.
Rickettsia conorii est absent aux Amériques, en Australie et dans le Pacifique, mais des cas importés par retour de voyage de pays endémiques sont possibles,,.
Bien que pénible pour le malade, la maladie provoquée était considérée historiquement comme relativement bénigne (mortalité inférieure à 2 %), mais les formes graves sont en augmentation depuis les années 1990 (mortalité pouvant dépasser les 3 %, jusqu'à 6% et plus).
Comme pour Rickettsia rickettsii, l'antibiothérapie amoindrit les symptômes et raccourcit l'évolution et la convalescence.

## Clinique
Après une incubation muette d'une semaine en moyenne, l'invasion peut être progressive, de type pseudo-grippal, ou brutale, avec frissons, fatigue, maux de tête, courbatures et fièvre à 39 - 39,5 °C en quelques heures.
A la période d'état, on retrouve la triade symptomatique : fièvre, exanthème et  « tache noire » (escarre d'inoculation).
- la fièvre se maintient à 40 °C mais avec des rémissions matinales de 7 à 8 dixièmes de degré,
- la « tache noire », croûtelle noirâtre de 5 à 8 mm de diamètre, escarre au point d'inoculation, est à rechercher aux zones d'élection : membres inférieurs, plis de l'aine, scrotum et verge, cou et oreilles. Elle est accompagnée d'une grosse adénopathie satellite douloureuse,
- l'exanthème n'apparaît qu'au 6e jour, aux membres et au tronc, puis se généralise, par poussées successives, atteignant aussi bien le cuir chevelu et la face que la paume des mains et la plante des pieds. Le malade présente donc simultanément tous les stades évolutifs, depuis la macule rose, rouge puis cuivrée, jusqu'aux papulo-nodules du volume d'un pois appelés « boutons » (terme médicalement impropre mais d'usage consacré avec l'appellation fièvre boutonneuse).

De plus, le malade souffre de violents maux de tête, sa nuque est raide, il a de la photophobie, des insomnies et des bouffées délirantes.
Après 10 à 12 jours, la fièvre tombe, une crise urinaire importante se déclenche, l'exanthème et la croûtelle de la « tache noire » disparaissent en laissant des taches pigmentées.
Le malade guérit, mais au prix d'une convalescence pénible avec asthénie prolongée.

## Diagnostic
Le diagnostic clinique est facile en zone d'endémie mais, ailleurs, la confusion avec la grippe est courante.
Le laboratoire, du fait de l'immunité croisée, ne peut que dire « fièvre du groupe boutonneux », après agglutination de proteus X2.
Le diagnostic moléculaire est possible sur le sérum ou la biopsie cutanée avec des sondes spécifiques pour la RT-PCR voire le séquençage avec les gènes cibles suivants :
- ompA : gène codant l'« outer membrane protein A » - protéine membranaire spécifique des rickettsies du groupe boutonneux.
- ompB: gène codant l'« outer membrane protein B » - protéine membranaire existant chez toutes les espèces de rickettsie.
- gltA : gène codant la citrate synthétase.

Les techniques génomiques distinguent plusieurs sous-espèces de R. conorii, dont les principales sont :
- R. conorii conorii, agent de la fièvre boutonneuse méditerranéenne (pourtour de la méditerranée, Europe centrale et du sud, Afrique du Nord et sub-saharienne) ;
- R. conorii israelensis, agent de la fièvre boutonneuse israélienne (méditerranée orientale).
- R. conorii caspia, agent de la fièvre d'Astrakhan (région de la mer caspienne).

- R. conorii indica, agent du typhus indien à tiques (Inde et Pakistan).

## Traitement
Le chloramphénicol était le traitement de choix en 1980 mais actuellement la doxycycline est le traitement de référence pour une durée conditionnée par l'évolution clinique.